# Comuna de Goszczanów
Goszczanów (polaco: Gmina Goszczanów) é uma gminy (comuna) na Polónia, na voivodia de Lodz e no condado de Sieradzki. A sede do condado é a cidade de Goszczanów.
De acordo com os censos de 2004, a comuna tem 5852 habitantes, com uma densidade 47,6 hab/km².

## Área
Estende-se por uma área de 123,301 km², incluindo:
- área agricola: 86%
- área florestal: 6%

## Demografia
Dados de 30 de Junho 2004:
|                      | Total   | Total | Mulheres | Mulheres | Homens  | Homens |
| -------------------- | ------- | ----- | -------- | -------- | ------- | ------ |
|                      | pessoas | %     | pessoas  | %        | pessoas | %      |
| População            | 5852    | 100   | 2937     | 50,2     | 2915    | 49,8   |
| Densidade (pop./km²) | 47,6    | 100   | 23,9     | 23,9     | 23,7    | 23,7   |

De acordo com dados de 2002, o rendimento médio per capita ascendia a 1219,75 zł.

## Comunas vizinhas
- Błaszki, Dobra, Kawęczyn, Koźminek, Lisków, Szczytniki, Warta